# Bożena Wołujewicz
Bożena Wołujewicz, coniugata Sędzicka (Koszalin, 27 settembre 1957), è un'ex cestista polacca.
È la sorella di Małgorzata Wołujewicz.

## Carriera
Con la Polonia ha disputato i Campionati del mondo del 1983 e cinque edizioni dei Campionati europei (1980, 1981, 1983, 1985, 1987).